# 하버드역 (MBTA)
하버드역(Harvard station)은 매사추세츠주 케임브리지에 있는 도시철도 및 버스 환승역이다. 하버드 스퀘어 (Harvard Square)에 위치한 이 역은 MBTA의 레드 라인(Red Line) 지하철 시스템과 MBTA 버스(MBTA Bus)를 제공한다. 다운타운 크로싱, 보스턴 사우스 역에 이어 세 번째로 가장 붐비는 MBTA 지하철역인 하버드 역은 2013년에는 평일 평균 23,199명이 이용했다. 또한 지하철, 버스, 무궤도전차(트롤리버스) 서비스가 모두 역에서 연결되는 중요한 환승 지점이다. 15개의 핵심 MBTA 버스 노선 중 5개(심야까지 연장 가능)가 역에서 정차한다.
하버드 역은 케임브리지의 교통, 경제, 문화 중심지인 하버드 스퀘어(Harvard Square) 바로 아래에 있다. 레드 라인 승강장은 광장 중앙의 매사추세츠 애비뉴 바로 밑에 있다. 케임브리지 가 근교의 매스 애비뉴(Mass Ave)에서 하버드 스퀘어 아래로 내려간 후 서쪽으로 브래틀 마운트 어번 가로 빠져나오는 하버드 버스 터널(Harvard Bus Tunnel)에서 많은 교통 환승을 제공한다. 주요 역 출구는 하버드 스퀘어 아래의 중앙 아트리움 운임 로비로 이어진다. 처치 가(Church Street)와 그 맞은 편에 있는 하버드의 존스턴 게이트(Johnston Gate) 인근에 있는 역의 북쪽 끝에 레드 라인의 제2 운임 로비가 있다. 브래틀 스퀘어(Brattle Square)의 버스 터널 출구는 비운임 구역이다.

## 역 구조
| G                | 지면                                | 출구                                             |
| B1               | 대합실                              | 대합실 운임구역                                  |
| B2 상부층 승강장 | 외행                                | ← 레드 라인 알레와이프 방면 (포터)               |
| B2 상부층 승강장 | 상대식 승강장, 왼쪽 출입문이 열림   |                                                  |
| B3 하부층 승강장 | 내행                                | → 레드 라인 애슈몬트 / 브레인트리 방면(센트럴) → |
| B3 하부층 승강장 | 상대식 승강장, 오른쪽 출입문이 열림 |                                                  |

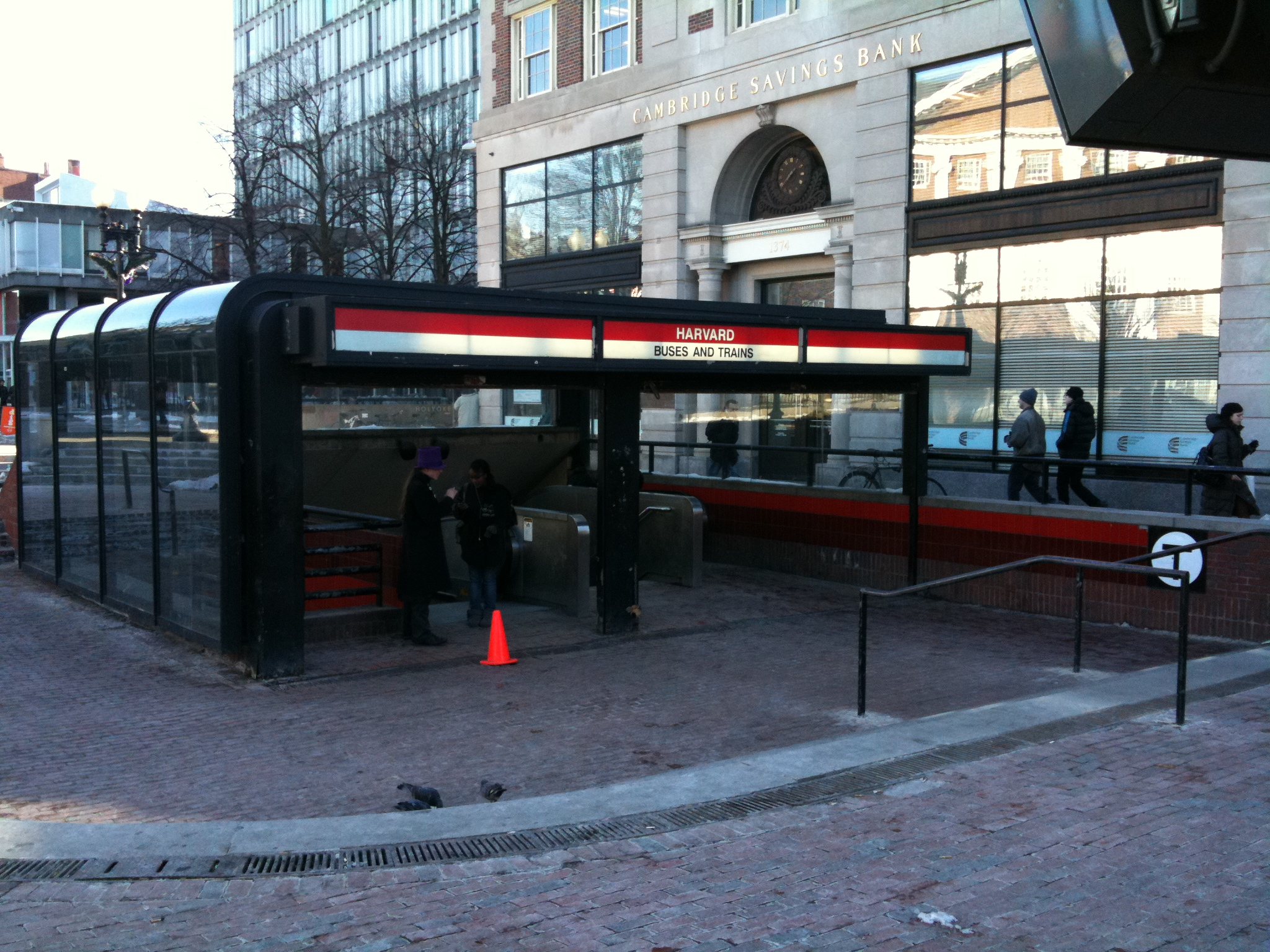
하버드 스퀘어에 위치한 역 출구

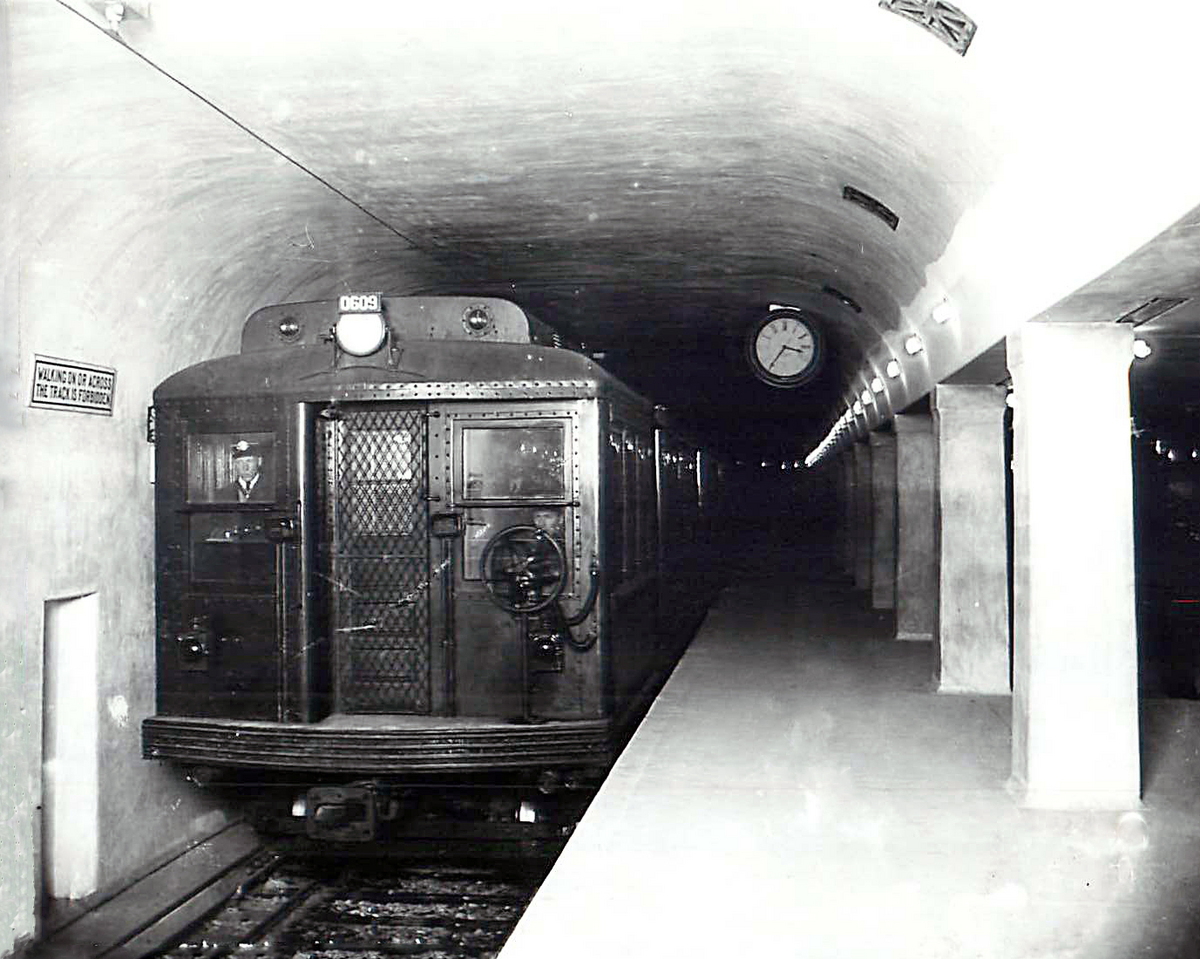
1912 Harvard

MBTA 시스템의 가장 복잡한 지하철역중 하나인 하버드 역은 상부층의 외행(북행) 열차와 하부층의 내행(남행) 열차를 사용하여, 두 가지 층의 궤도에 대해 별도의 상대식 승강장을 제공한다. 이런 다층 분할 형태의 역은 MBTA 시스템에서 4군데에 존재한다.
지하철 터널이 매사추세츠 애비뉴를 따라가도록 엄격히 제한되었기 때문에 하버드 스퀘어에서 모든 레드 라인 열차는 하버드 스퀘어의 90도에 가까운 급곡선 부분에서 바퀴와 궤도간의 큰 소음과 함께 저속으로 운행해야 한다. 급곡선 부분은 역 승강장의 내행 끝에 바로 있다.

### 하버드 버스 터널
지하철 승강장의 서쪽에 있는 하버드 버스 터널(Harvard Bus Tunnel)은 버스 및 무궤도전차에 대한 지하 내후성 연결을 승객에게 제공한다. 철도와 지상 교통간의(버스 터널에서도) 모든 승객 환승은 중앙 대합실의 운임창구 또는 보조 대합실의 운임창구를 통과해야 한다.
반대 방향 운행의 병렬 버스 터널은 역 북쪽과 서쪽의 출구와 공유하며, 출구에서 지하로 약 0.25 마일 (0.40 km) 떨어진 곳을 가로 지른다. 터널은 매사추세츠 애비뉴에서 나뉘어 북쪽으로 접근하며, 중간에 도스 아일랜드 공원(Dawes Island Park)을 통해 내려간다. 지하에서 (하버드 스퀘어 아래의) 중앙 아트리움의 가장 가까운데 접근하여, 터널이 서쪽으로 돌아 브래틀 스퀘어(Brattle Square) 아래로 이동한 후 어번 가(Auburn Street)에서 나온다.
하버드 버스 터널은 지하로 나뉘어 북행 튜브가 맨 위에 놓여 있다. 양쪽 버스 튜브는 굴곡 터널의 남쪽 가장자리에 위치한 상대식 승강장에서 운영된다. 즉, 좌측 도어가 없는 서행(westbound) 버스의 승객 하역은 승객이 차량 경로를 가로 질르는 어색한 이동을 하게 되고, 빈 벽을 마주보고 있는 도어를 통해 승하차하게 된다. 버스와는 달리 MBTA 무궤도 전차는 터널의 탑승을 쉽게하기 위해 넓은 좌측 도어가 장착되어 있다.
터널에서 탑승을 보다 신속하게하기 위해, 버스와 무궤도전차 모두가 특정 노선에 대해 자유롭게 탑근할 수 있으며, 나중에 승객이 차량에서 하차할 때까지 운임을 징수하지 않다. 보안상의 이유로, 주말이나 기타 소규모 기간 동안에는 종종 하부층 버스 터널이 폐쇄되고, 승객은 상부층 버스 터널을 사용하거나 적절한 역 외부에서 탑승해야한다. 또한, 특정 버스 노선은 항상 하버드 버스 터널을 통해 운행되지는 않는다.
하버드 버스 터널에는 무궤도전차에 동력을 공급하는 이중 가공전차선과 디젤 배기가스를 제거하기 위한 환기 팬이 장착되어 있다. 압축천연가스(CNG)를 사용하는 차량은 MBTA 외의 모든 차량과 마찬가지로 안전상의 이유로 터널에서 금지된다.

### 접근성
월라스턴 역을 제외한 다른 모든 중전철 레드 라인 역과 마찬가지로, 하버드 역은 휠체어 접근이 가능하다. 이 역은 다른 위치에 있는 거리 수준 접근을 위한 2개의 잉여 엘리베이터가 있어서, 둘 중 하나는 다른 서비스가 운행되지지 않는 동안 사용될 수 있다. 역 내에서의 궤도 이동은, 한 층에서 다른 층으로 이어지는 넓고 광범위한 경사로를 통해 이루어진다.

## 버스 환승
하버드 버스 터널 내:

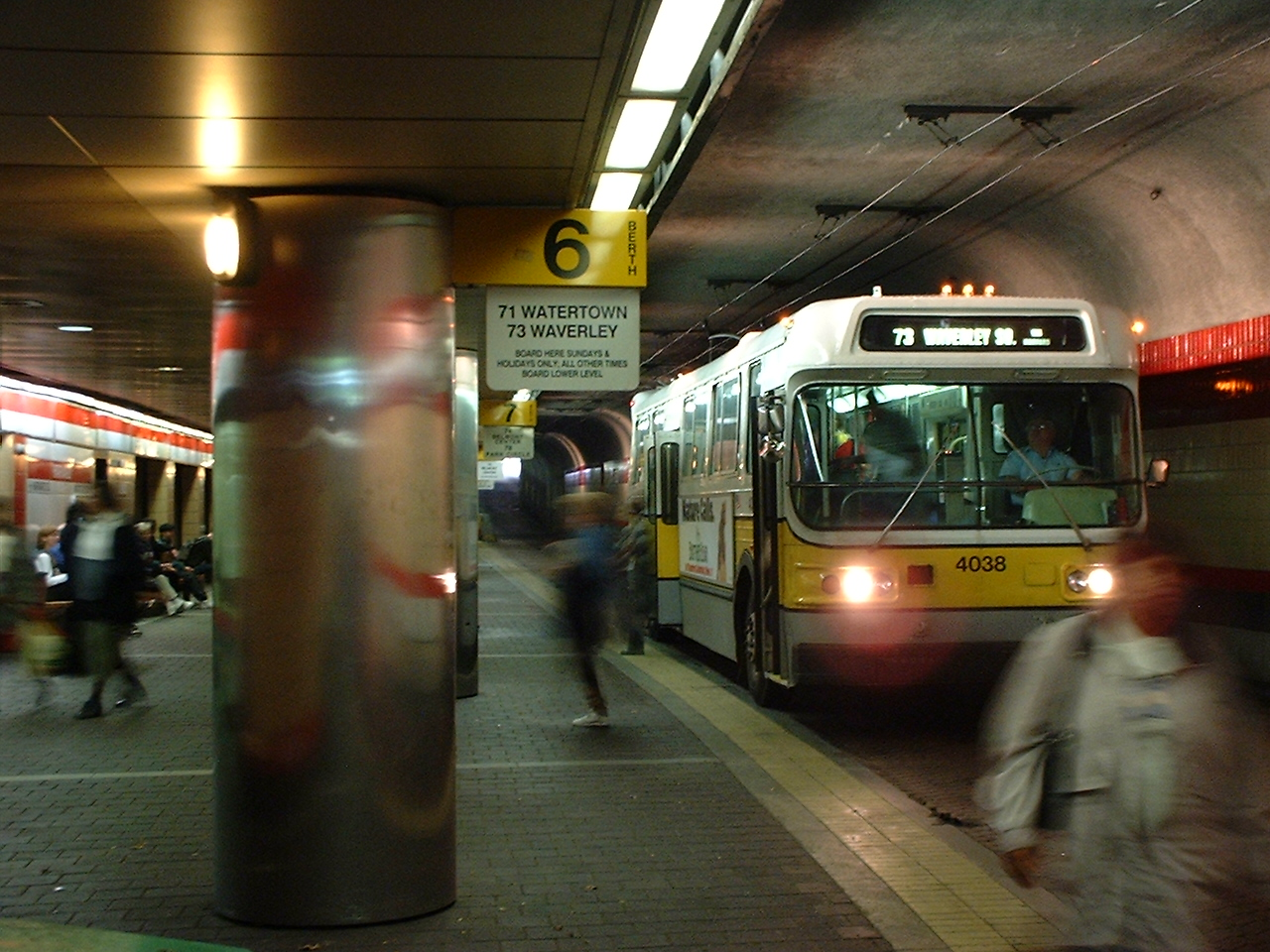
하버드 버스 터널 상부층에서 승객이 하차하는 벨몬트 발 무궤도전차

- 71* : 워터타운 광장 / 마운트 어번 가 경유 (트롤리버스, 일요일을 제외하고 하부층에서 승하차)
- 72 : 허런 애비뉴 / 콩코드 애비뉴 경유 (트롤리버스, 상부층에서 승하차)
- 73* : 와벌리 광장 / 트레이플로 로드 경유 (트롤리버스, 일요일을 제외하고 하부층에서 승하차)
- 74 : 벨몬트 센터 / 콩코드 애비뉴 경유 (상부층에서 승하차)
- 75 : 벨몬트 센터 / 콩코드 애비뉴 경유 (상부층에서 승하차)
- 77* : 알링턴 하이츠 / 매사추세츠 애비뉴 경유 (상부층에서 승하차)
- 77A : 노스케임브리지 / 매사추세츠 애비뉴 경유 (트롤리버스, 상부층에서 승하차)
- 78 : 알몬트 마을 / 파크 서클 경유 (상부층에서 승하차)
- 86 : 설리번 스퀘어 역 - 리저뷰어 (클리블랜드 서클) / 하버드 경유 (설리번 행 전용)
- 96 : 메드퍼드 스퀘어 / 조지 가 & 데이비스 스퀘어 역 경유 (상부층에서 승하차)

거리(지하 버스 정류장의 외부):
- 1* : 더들리 역 / 매사추세츠 애비뉴 & B.U. 매디컬 센터 경유
- 66* : 더들리 역 / 알스톤 & 브루클라인 마을 경유
- 68 : 켄들/MIT / 브로드웨이 경유
- 69 : 레치미어 역 / 케임브리지 가 경유
- 86 : 설리번 스퀘어 역 - 리저뷰어 (클리블랜드 서클) / 하버드 경유  (클리블랜드 서클 행 전용)

*참고: 이 표기는 MBTA 핵심 버스 노선 (가장 분주한 15번으로 정의됨)중 하나이며, 심야 시간대를 연장할 수 있다.

## 사진첩

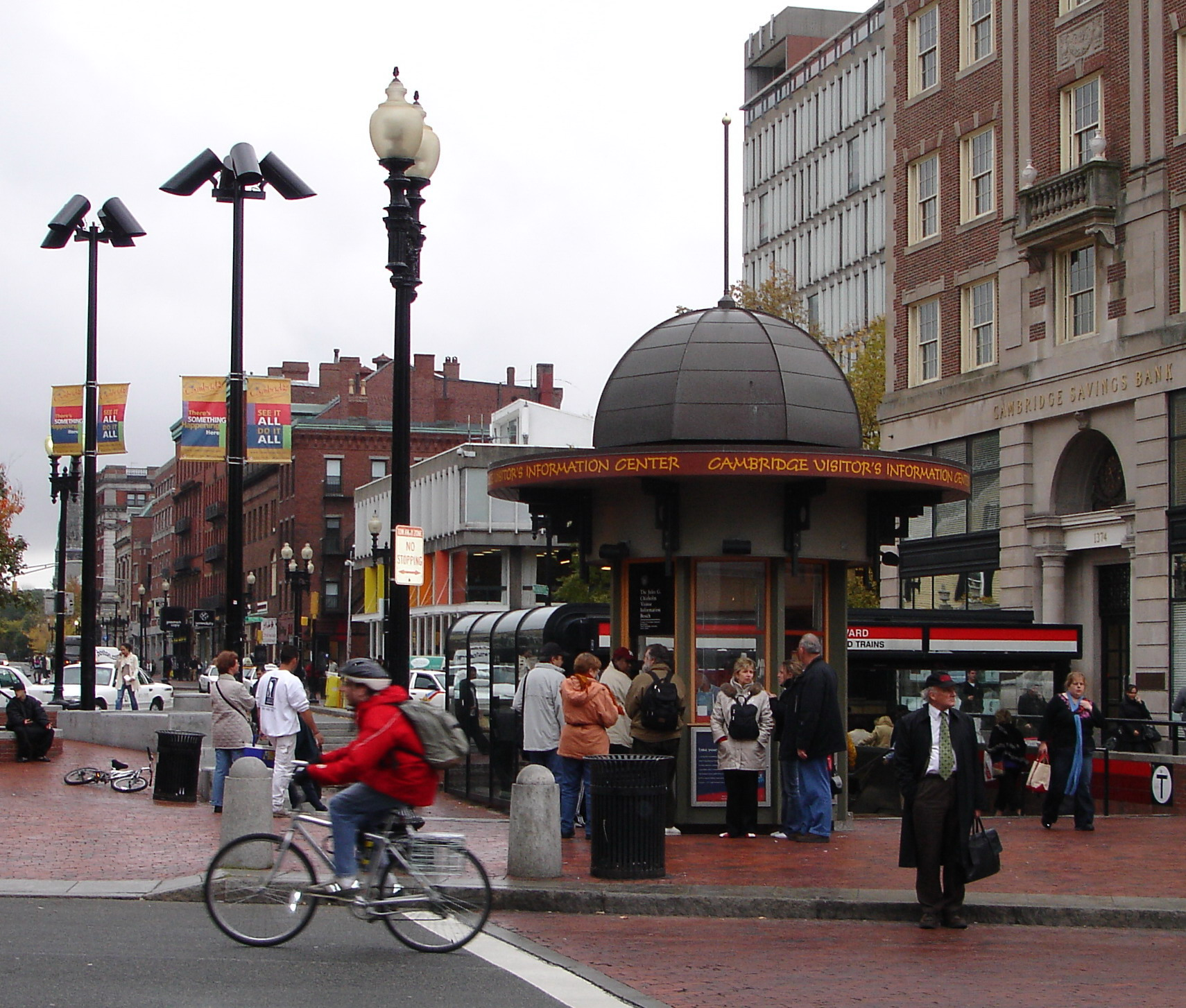
정문 옆에 설치된 케임브리지 방문자 정보 센터
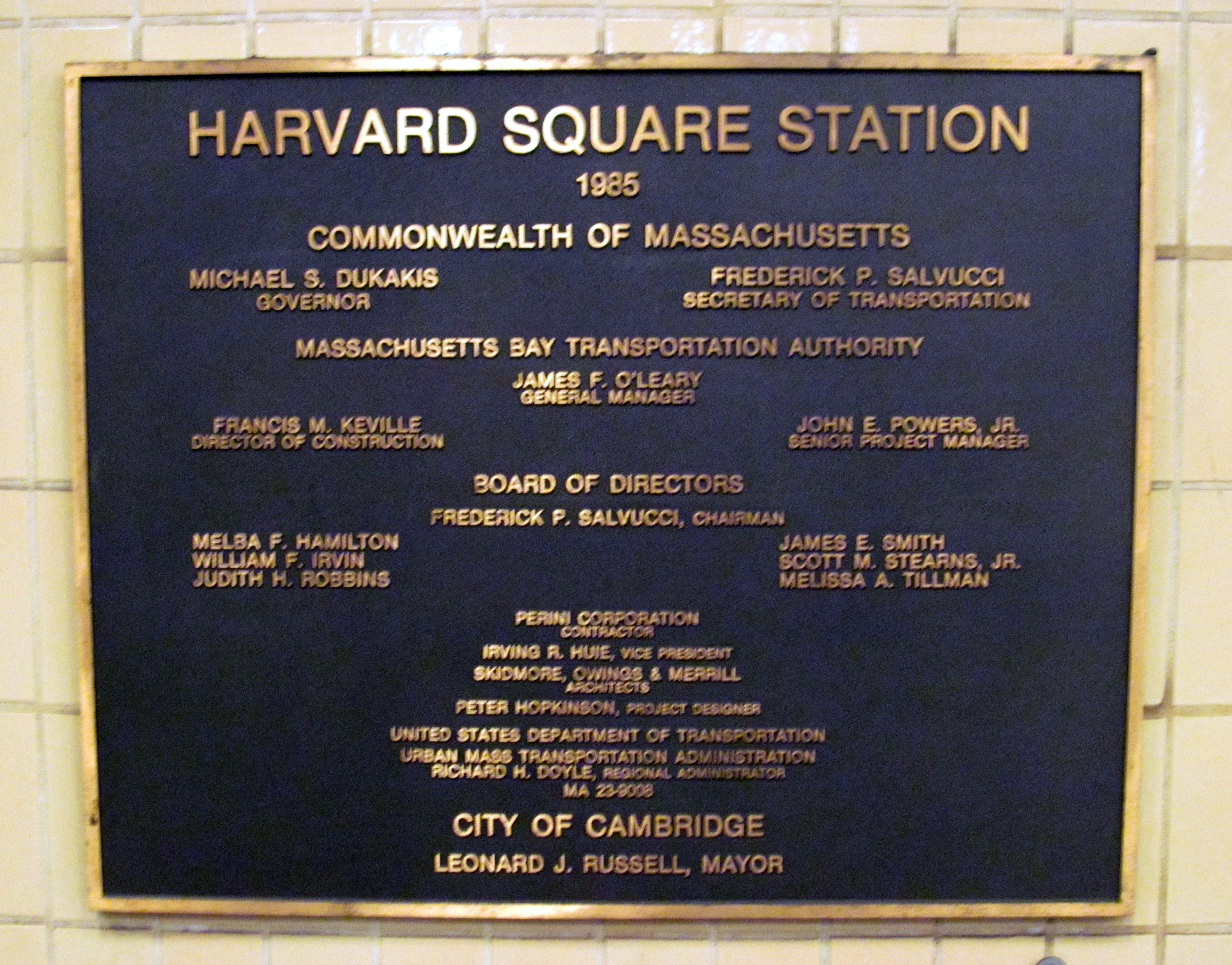
1983년에 개장한 새 역에 대한 1985년 봉헌패
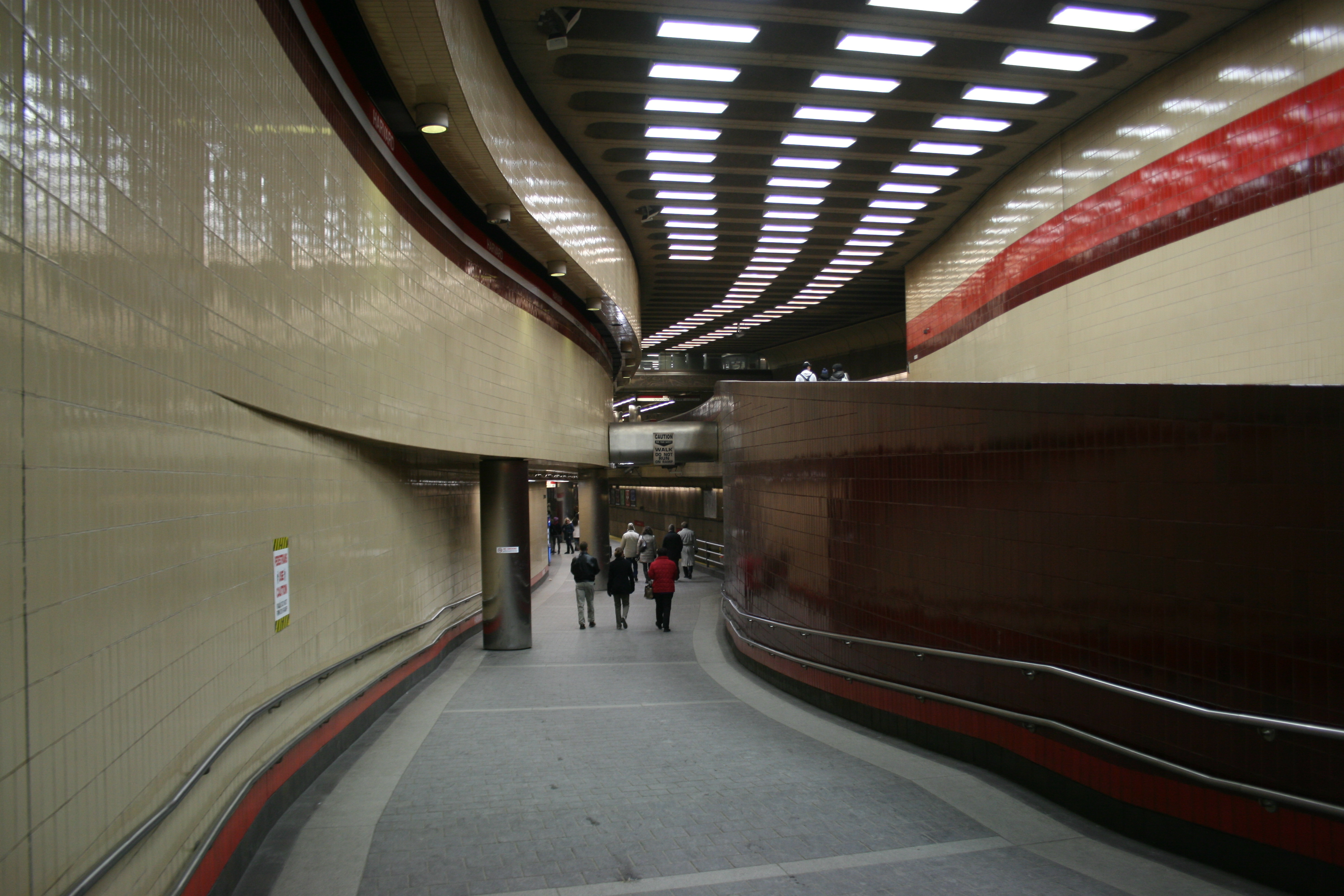
역 대합실에서 북쪽으로 바라본 내행 승강장과 그 위의 외행 승강장 전망
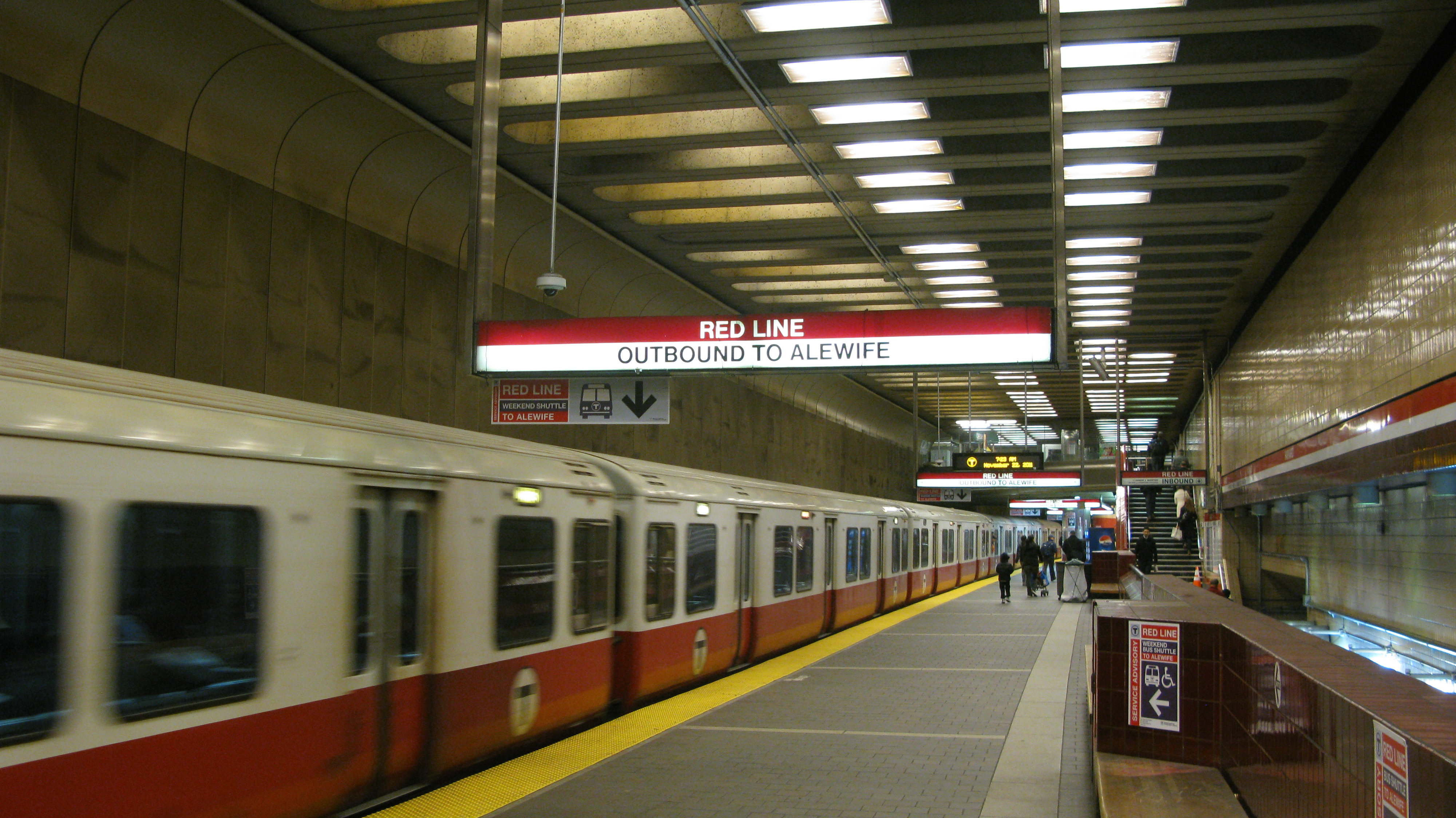
2차 요금 대합실쪽으로 남쪽을 바라본 외행(위층) 열차 승강장
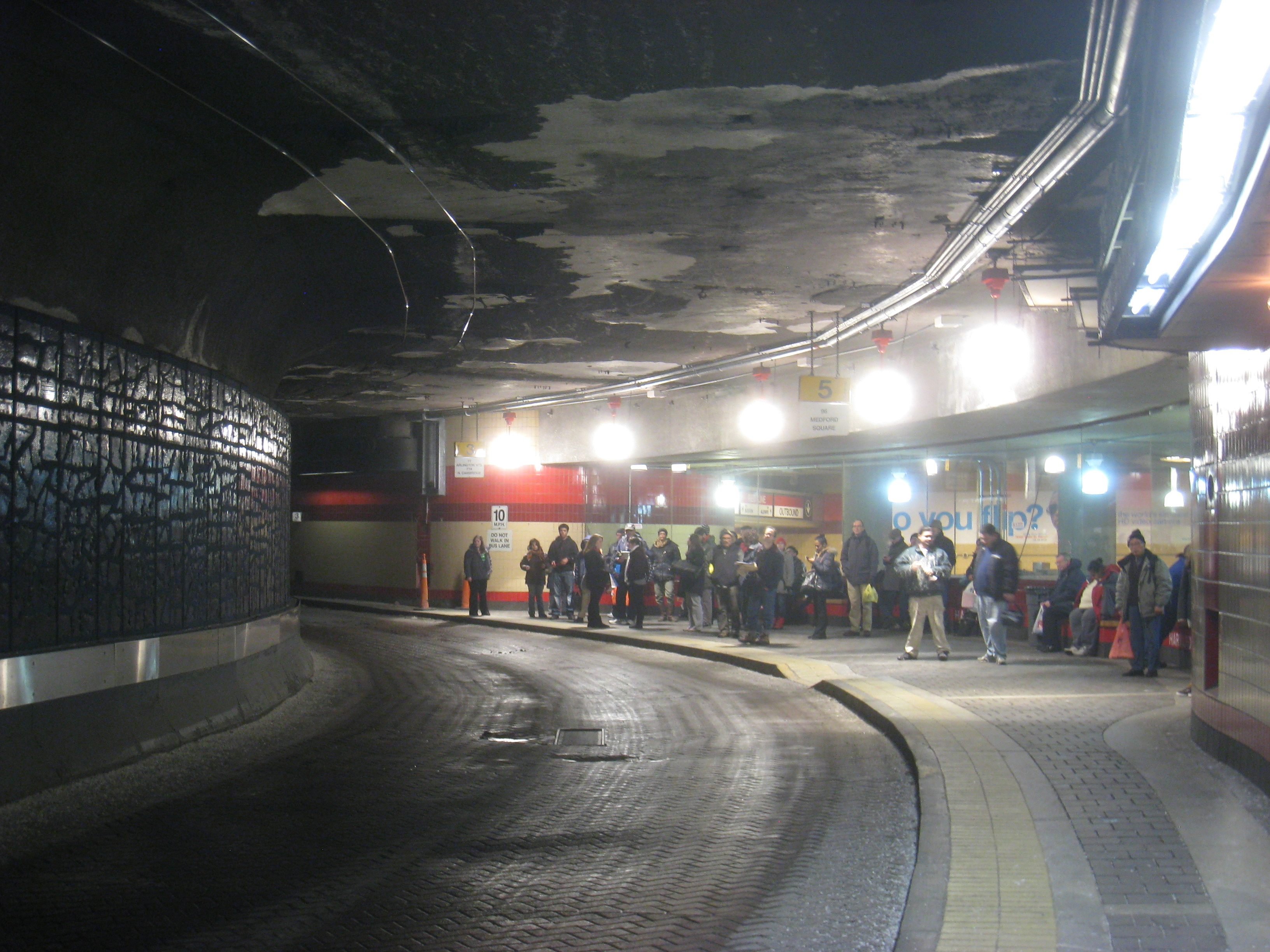
하버드 버스 터널, 상부층에서 대기하는 승객. 뒤쪽의 창을 통해 보이는 중앙 아트리움.
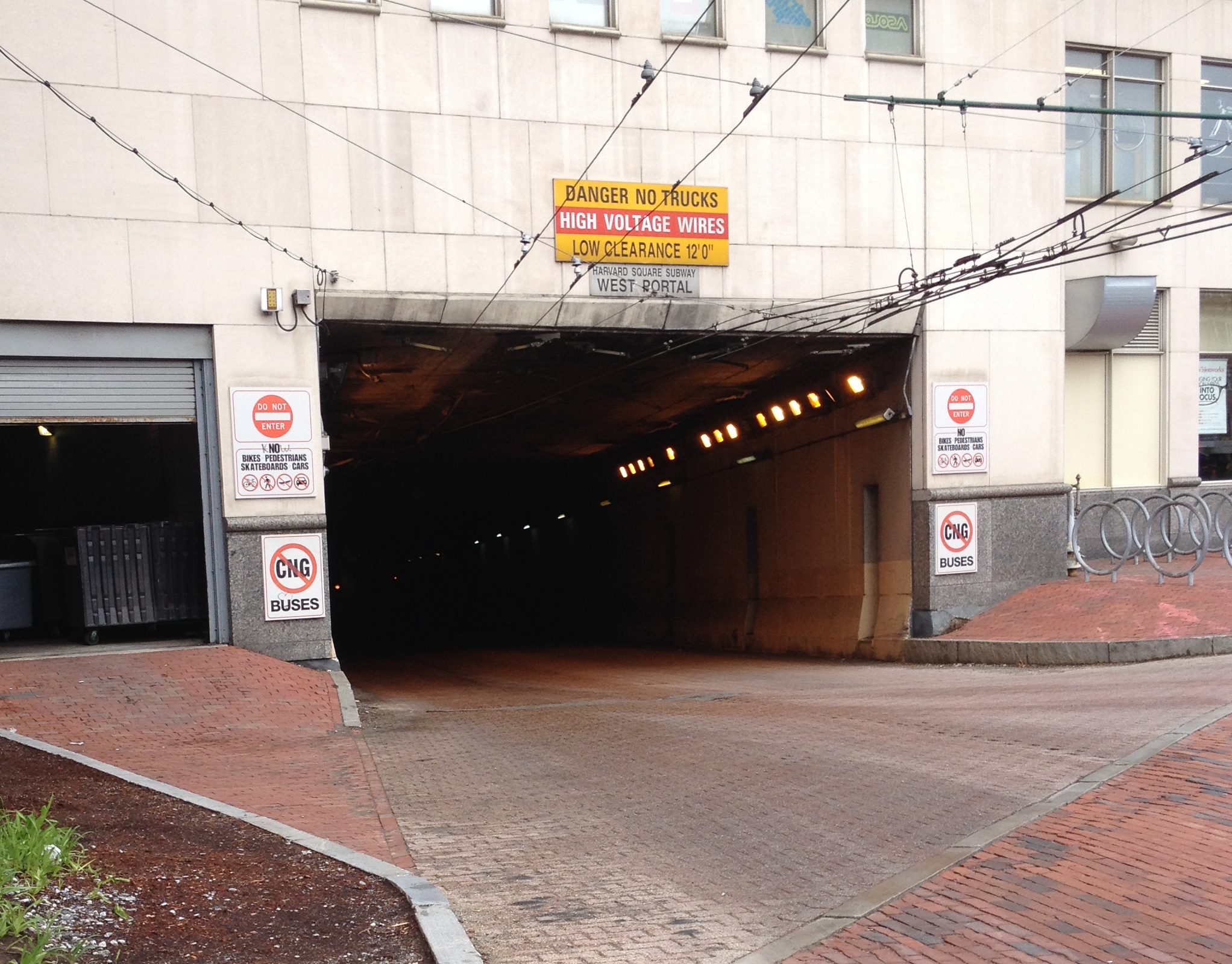
하버드 버스 터널의 서쪽 포털은 마운트 어번(Mount Auburn)가 (카메라 관점 뒤)에 연결된다.
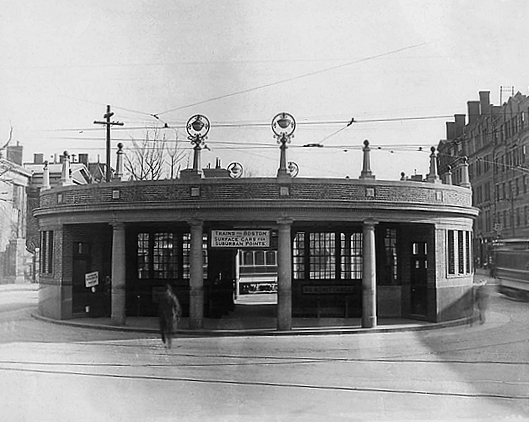
1912년 당시의 초기 역
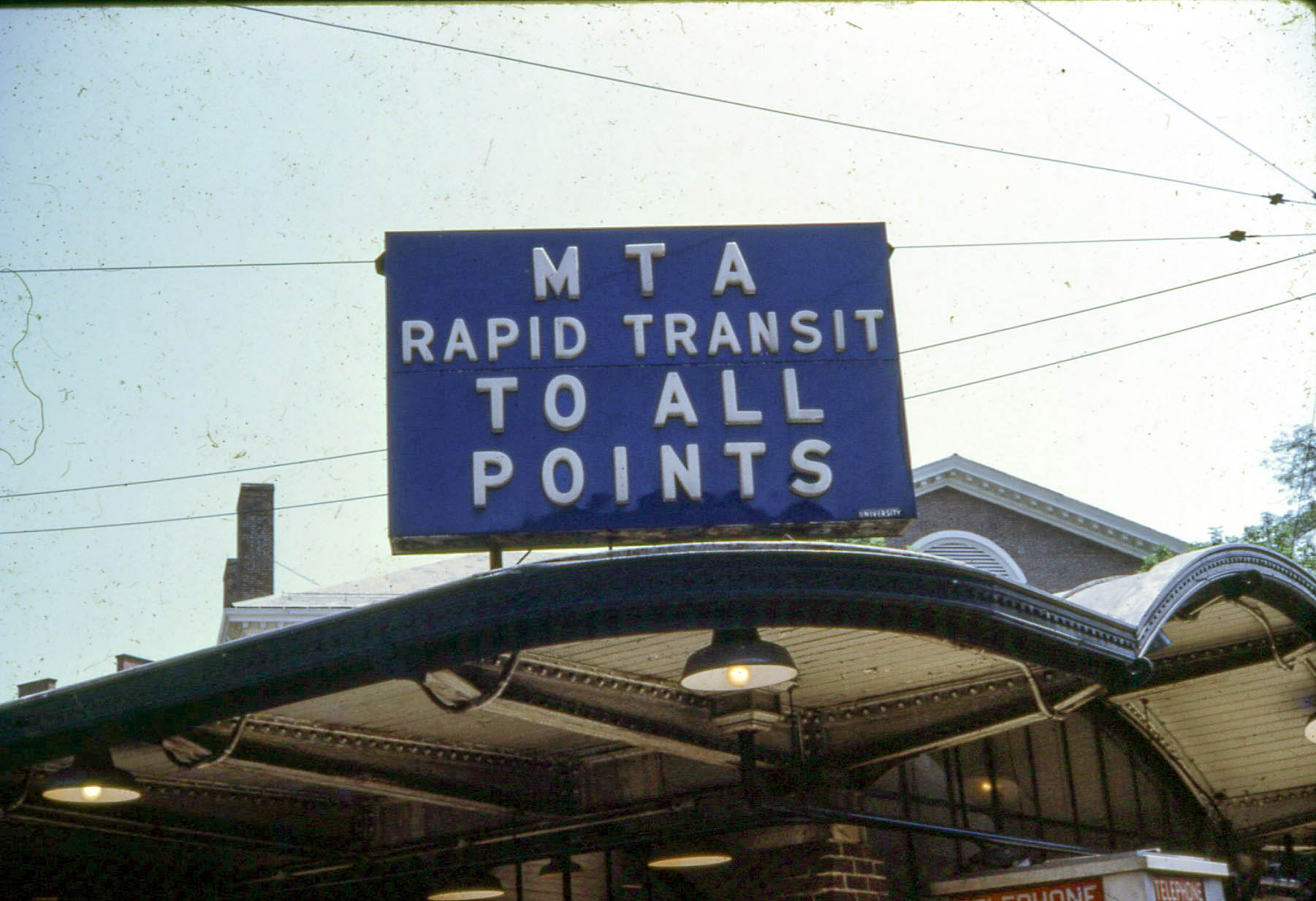
1967년의 역 지붕. 이 구조는 현재 원래 위치 근처의 신문 가판대가 되었다.